# 诸家骏
诸家骏（1924年—），上海川沙人，图书馆学家、律师。
诸家骏于1947年毕业于东吴大学法学院，后赴美国留学，获彼堡台师范学院图书馆学硕士，马歇尔大学法学硕士、博士。曾担任过联合国军总部编译官，后返回台湾，历任国防部军法局军法官、海军总部检察官等。其后再次赴美，出任印第安那大学东亚部主任、罗吉莎大学东亚图书馆主任等。返台后，于1973年至1977年间任国立中央图书馆馆长。后又从事律师。